# Conger (Minnesota)
Conger es una ciudad ubicada en el condado de Freeborn en el estado estadounidense de Minnesota. En el Censo de 2010 tenía una población de 146 habitantes y una densidad poblacional de 454,6 personas por km².

## Geografía
Conger se encuentra ubicada en las coordenadas 43°36′52″N 93°31′42″O / 43.61444, -93.52833. Según la Oficina del Censo de los Estados Unidos, Conger tiene una superficie total de 0.32 km², de la cual 0.32 km² corresponden a tierra firme y (0%) 0 km² es agua.

## Demografía
Según el censo de 2010, había 146 personas residiendo en Conger. La densidad de población era de 454,6 hab./km². De los 146 habitantes, Conger estaba compuesto por el 97.26% blancos, el 0% eran afroamericanos, el 0% eran amerindios, el 0.68% eran asiáticos, el 0% eran isleños del Pacífico, el 0% eran de otras razas y el 2.05% pertenecían a dos o más razas. Del total de la población el 0% eran hispanos o latinos de cualquier raza.